# خصال
الخصال از آخرین تألیفات شیخ صدوق در قرن چهارم هجری احتمالاً بعد از ۳۶۸ هـ. ق. است. این کتاب اطلاعات مهمی در مورد عقاید شیعیان قم در آن زمان مانند مخالفت با علم کلام به دست می‌دهد. کتاب خصال، شامل ۱۲۵۵ حدیث است و در ۲۶ باب مجزا تنظیم گردیده. موضوع روایات این کتاب دربارهٔ مسائل اخلاقی و عقیدتی است.

## علت نگارش
صدوق در مورد علت نگارش این کتاب می‌نویسد:
از آنجا که مشایخ و پیشینیانم در رشته‌های علمی کتاب‌هایی نگاشته‌اند و از تدوین کتابی که براساس شماره باشد و شامل خصلت‌های نیکو و مذموم باشد غفلت کرده‌اند و تدوین چنین کتابی برای طالبان علم و نیک‌خواهان بسیار سودمند است، به قصد تقرب به خدا این کتاب را تالیف کردم.

## شیوه نگارش
شیخ صدوق در این کتاب به صورت اعداد از یک تا هزار، روایات را دسته بندی نموده است و دربارهٔ هر یک از موضوعات اخلاقی و عقیدتی، روایاتی را نقل می‌کند که به نوعی با اعداد در ارتباط است. به  همین دلیل است که عنوان بندی باب‌ها نیز بر اساس ارقام است. بدین شکل که روایات شامل یک خصلت در یک باب آمده و شامل دو خصلت در بابی دیگر و شامل سه خصلت در بابی دیگر.
این کتاب مهم‌ترین کتابی است که به این سبک به نگارش در آمده است.